# Adiantum lorentzii
Adiantum lorentzii là một loài thực vật có mạch trong họ Adiantaceae. Loài này được Hieron. miêu tả khoa học đầu tiên năm 1896.